# Армія «Люблін»

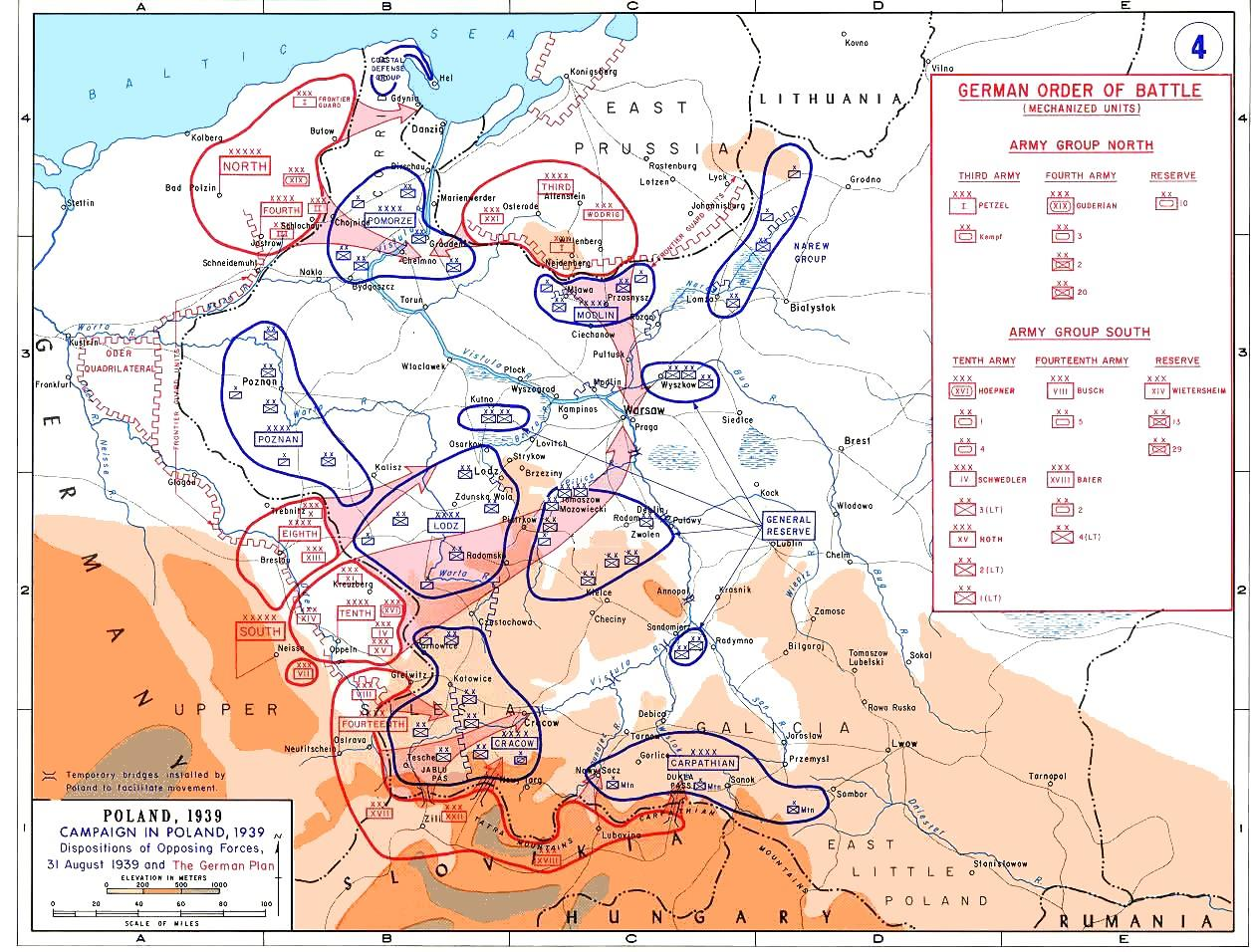
Розстановка польських та німецьких сил на момент початку Другої світової війни

Армія «Люблін» (пол. Armia "Lublin") — армія Польщі, яка воювала проти німецьких військ під час польської кампанії в 1939 році.
Створена 4 вересня 1939. Передвоєнних планами створення цієї армії не передбачалося. Рішення про створення армії було прийнято в зв'язку з необхідністю термінової організації оборони Вісли від Модліна до Сандомира, командувачем створюваної армії був призначений дивізійний генерал Тадеуш Піскор. Ядром нової армії повинна була послужити Варшавська танково-механізована бригада; передбачалося, що вона буде посилена підрозділами армії «Прусси», які виходили до Вісли. У реальності підрозділи армії «Прусси», що виходили з боїв, настільки втратили боєздатність, що їх довелося відводити за Віслу в район Холма для реорганізації, а армії «Люблін» дісталися лише 29-а резервна піхотна дивізія й імпровізована група «Сандомир».
Перша сутичка армії з німцями сталася 8 вересня, коли передові німецькі загони спробували форсувати Віслу.